# Aja (taal)
Het Aja is een Niger-Congotaal die vooral wordt gesproken door de Aja. De taal is onder andere nauw verwant aan het Ewe.

## Vergelijking

### Artikel 1 van deUniversele Verklaring van de Rechten van de Mens

#### Aja
Agbetɔwo pleŋu vanɔ gbɛmɛ ko vovoɖeka gbeswɛgbeswɛ, sɔto amɛnyinyi ko acɛwo gomɛ; wo xɔnɔ susunywin ko jimɛnywi so esexwe. Wo ɖo a wɛ nɔvi ɖaɖa wowo nɔnɔwo gbɔ.

#### Ewe
Wodzi amegbetɔwo katã ablɔɖeviwoe eye wodzena bubu kple gomekpɔkpɔ sɔsɔe. Susu kple dzitsinya le wo dometɔ ɖesiaɖe si eyata wodze be woanɔ anyi le ɖekawɔwɔ blibo me.

#### Nederlands
Alle mensen worden vrij en gelijk in waardigheid en rechten geboren. Zij zijn begiftigd met verstand en geweten, en behoren zich jegens elkander in een geest van broederschap te gedragen.